# Volkshochschulen in Österreich

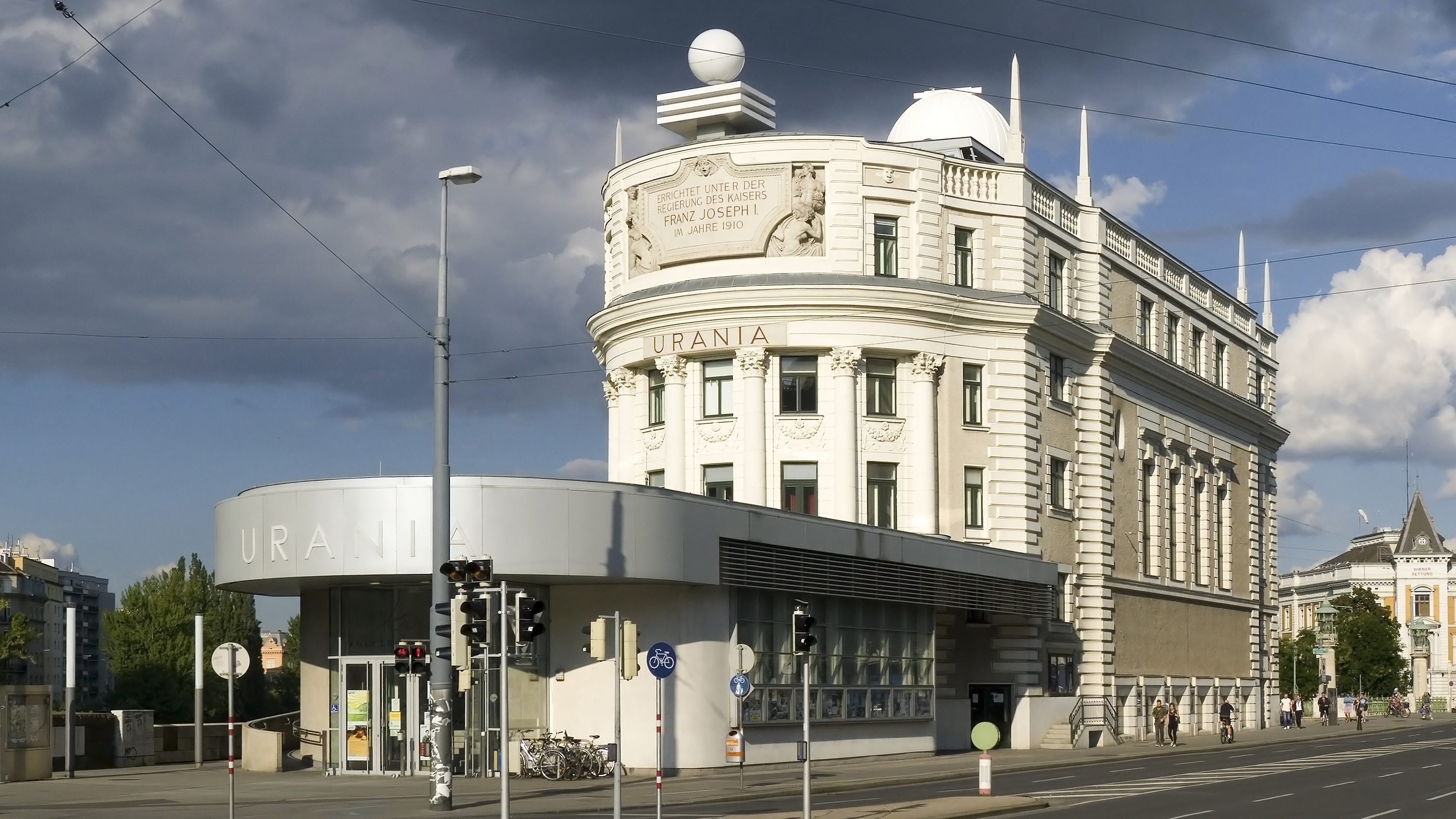
Die Volkshochschule Urania in Wien

Die Volkshochschulen in Österreich, über die Landesverbände im Verband Österreichischer Volkshochschulen als Dachverband zusammengefasst, sind gemeinnützige Bildungseinrichtungen, die aus der bürgerlich-liberalen und spätaufklärerisch-sozialreformerischen linken Volksbildungsbewegung des 19. Jahrhunderts stammen.
Der Begriff Volkshochschule wurde von Nikolai Frederik Severin Grundtvig geprägt, der 1844 im dänischen Südjütland die erste Institution dieser Art begründete. Volksbildnerisch tätige Organisationen in Österreich lassen sich ebenfalls bis weit in das 19. Jahrhundert zurückverfolgen und erlebten bereits im Zuge der 1848-Revolution einen ersten, im Kontext des neuen Vereinsgesetzes 1867 und der Gründungswelle von Arbeiterbildungsvereinen einen zweiten Höhepunkt. In bzw. ab den 1880er entwickelte sich in der Folge eine spezifische Tradition der Volksbildungsbewegung in Österreich (der Begriff Volkshochschule durfte zunächst nicht verwendet werden).

## Geschichte
1887 begründete Eduard Leisching den Volksbildungsverein in Margareten (heute VHS polycollege – Margareten). Ab 1895 gab es „Volkstümliche Universitätsvorträge“ an der Universität Wien, 1897 wurde nach Berliner Vorbild die Wiener Urania ins Leben gerufen, die einen besonderen Schwerpunkt in der volkstümlichen Vermittlung der Naturwissenschaften und insbesondere der Astronomie setzte. Seit 1910 befindet sie sich am heutigen Standort, mit eigener Sternwarte.
Am 24. Februar 1901 konstituierte sich im Ballsaale Ronacher der Verein „Volksheim“ mit dem Ziel der Errichtung einer Volkshochschule in Wien. Namens der Proponenten führte Docent Dr. Ludo Hartmann durch die Versammlung, an deren der formalen Vereinsbildung folgenden Ende der Vorstand ermächtigt wurde, ein geeignetes Local als „Volksheim“ zu miethen und einzurichten.
Das 1901 gegründete Volksheim Ottakring betrieb gleichfalls Volksbildung, politisch eher links orientiert (im Vergleich zur bürgerlichen Urania). Der Terminus Volkshochschule war damals allerdings in der Donaumonarchie noch verboten.
Am 5. November 1905 übersiedelte die vereinsmäßig konstituierte „Volkshochschule Wien Volksheim“ aus ihrem provisorischen Kellerlokal am Urban-Loritz-Platz 1 in ihr Gebäude am Ludo-Hartmann-Platz 7 in Ottakring. Dieses erste spendenfinanzierte Volkshochschulgebäude in Österreich wurde von den Architekten von Franz Ritter v. Neumann jr., Ludwig Faigl und Ottokar Sterin errichtet.
Das finanzielle Engagement in der Volksbildung war damals in hohem Umfang Sache wohlmeinender Mäzene – Bankiers und Industrielle, darunter die Familie Rothschild bestritten einen Großteil der Baukosten. Initiator war der Historiker Ludo Moritz Hartmann. Dem Volksheim Ottakring folgte das 1909 bis 1911 erbaute Haus des Wiener Volksbildungsverein in der Stöbergasse, Vorläufer der heutigen VHS polycollege Margareten.
Nach 1918 wurden zahlreiche weitere Volksbildungsvereine gegründet, auch in den Bundesländern, vielfach auf Initiative der Gewerkschaften. Nach dem Zweiten Weltkrieg gab es eine weitere Gründungswelle. Die Volkshochschule Tirol wurde etwa bereits im Herbst 1945 als überparteilicher Verein „Volkshochschule Innsbruck“ (seit 1982 „Volkshochschule Tirol“) gegründet. Zweck des Vereines war es, Volksbildung im Sinne des österreichisch-demokratischen Staatsgedankens zu bieten. Auch die Volkshochschule Salzburg (1947) stammt aus dieser Aufbruchsperiode. Sie wurde von Stadt und Land Salzburg, der Handelskammer, der Arbeiterkammer, dem Gewerkschaftsbund und der Kulturvereinigung Salzburg ins Leben gerufen.
In einem Projekt des Österreichischen Volkshochschularchivs, der VHS Hietzing und des Dokumentationsarchivs des österreichischen Widerstandes (DÖW) wurde die Geschichte der Vortragenden und Funktionären der Wiener Volkshochschulen während des NS-Regimes untersucht. Die Gesamtzahl der bis dato eruierten Opfer beläuft sich auf 453 Personen. Diese 453 Personen stehen für 9.171 Kurse und Vorträge. Als Opfer wurden dabei Personen gewertet, die sich unmittelbar nach dem sogenannten „Anschluss“ im März 1938 das Leben genommen haben (11 Personen), die vor den Nazis ins Exil fliehen konnten (332 Personen) sowie jene, die deportiert und ermordet wurden (111 Personen). Die bisherigen Ergebnisse werden in einer Ausstellung, die zehn Tafeln umfasst, präsentiert. Die Volkshochschulen sind damit internationale Vorreiter im Bereich der Opferforschung. Für das Projekt wurden 2023 Christan Stifter und Robert Streibel mit dem Ludo-Hartmann-Preis ausgezeichnet.
Die Organisation der Volkshochschulen nach 1945 unterlag verschiedenen Wandlungen. Es kam in Wien beispielsweise zur Gründung von Bezirksvolkshochschulen auf Vereinsbasis, mit dem 1949 gegründeten Verband Wiener Volksbildung als Dachverband. Ein Jahr später, 1950 erfolgte die Gründung des Verbands Österreichischer Volkshochschulen (VÖV) als Dachverband mit Wolfgang Speiser als erstem Generalsekretär.
In der größten Strukturreform seit 1945 wurden die VHS-Vereine in Wien 2007/2008 – unter der Geschäftsführung von Wolfgang Bandhauer sowie nach dessen tragischem Tod durch seinen Nachfolger Mario Rieder – in Die Wiener Volkshochschulen GmbH (VHS Wien), einer gemeinnützigen GmbH im Besitz des Verbandes Wiener Volksbildung und der Stadt Wien, zusammengeführt und reorganisiert. In Wien arbeiten als Teil der VHS noch etliche spezialisierte Einrichtungen, wie etwa das Planetarium Wien oder die umweltberatung Wien, aktuell fungiert Herbert Schweiger als Geschäftsführer.
Der Verband Österreichischer Volkshochschulen (VÖV) versteht sich demgegenüber als Koordinationsstelle von bildungspolitisch und pädagogisch relevanten Aktivitäten im österreichischen Volkshochschulbereich. Er ist die Servicestelle für seine Mitglieder, die neun Landesverbände. Mit derzeit neun Mitarbeitenden im Generalsekretariat repräsentiert er unter dem Vorsitzenden Gerwin Müller und Generalsekretär John Evers aktuell auf Bundesebene den Volkshochschulgedanken. Langjähriger Vorstandsvorsitzender des VÖV und auch des Verbandes Wiener Volksbildung war der Wiener Bürgermeister Michael Ludwig.

## Präsidenten des Verbandes Österreichischer Volkshochschulen
- bis 1957 Josef Lehrl (1894–1957)
- 1958–1970 Richard Kerschagl (1896–1976)
- 1970–1984 Karl R. Stadler (1913–1987)
- 1984–1987 Viktor Heller (1925–1987)
- 1987–1988 Ernst Steinbach, als. gf. Vizepräsident (* 1939)
- 1988–1999 Gertrude Fröhlich-Sandner (1926–2008)
- 1999–2007 Heinz Fischer (* 1938)
- 2007–2014 Barbara Prammer (1954–2014)
- Seit 2014 Heinz Fischer (* 1938)

## Generalsekretäre des Verbandes Österreichischer Volkshochschulen
- 1950–1974 Wolfgang Speiser
- 1974–1983 Karl Arnold
- 1984–2012 Wilhelm Filla
- 2012–2022 Gerhard Bisovsky
- seit 2022 John Evers

## Bildungsauftrag und Wirkung
Volkshochschulen verstehen ihren Bildungsauftrag im Sinne eines niederschwelligen Bildungsangebots und vor dem Hintergrund eines humanistischen Bildungsbegriffs: „Volkshochschulen stehen für das Recht auf Bildung und tragen zu dessen Durchsetzung bei. Ihr vielfältiges Programm mit einem breiten Angebot an Kurs- und Veranstaltungsformaten ist für Menschen aller Altersgruppen zugänglich. Damit leisten Volkshochschulen durch ihre Arbeit einen wichtigen Beitrag zur Chancengerechtigkeit in Österreich.“ Ihr Aufgabenprofil reicht heute vom klassischen Bildungsangebot auf regionaler Ebene (Gesundheit und Bewegung, Sprachen, Kreativität und Gestaltung und politische Bildung), Bildungsabschlüssen und Basisbildung bis hin zu speziellen Projekten und öffentlichen Aufträgen im Bereich Wissenschaftsbildung und Digitalisierung. In diesem Sinne verstehen sich Volkshochschulen als eine der „führenden Bildungsinstitutionen des Landes (...) Wir sind der Bildungs-Nahversorger der österreichischen Bevölkerung sowie ein starker Partner der öffentlichen Hand und der Zivilgesellschaft.“
Von 2018 bis 2020 wurde von der Donau-Uni-Krems in Kooperation mit dem Verband Österreichischer Volkshochschulen ein Nachfolgeprojekt der Studie Benefits of lifelong Learning (BELL) an den österreichischen Volkshochschulen umgesetzt. Teilnehmende aus 200 Kursen (vor allem Sprach- und Bewegungskurse) wurden hier im Sinne der Veränderung, die sie durch den Kursbesuch erlebten, befragt. Herausragend waren hier die Veränderungen im Bereich Lernmotivation: Hier sahen 90 Prozent der Teilnehmenden eine entsprechend positive Veränderung. Ebenso bemerkenswert waren die Ergebnisse bzgl. des persönlichen Wohlbefindens, sowie den Themen Toleranz und soziale Eingebundenheit: Hier liegen die positiven Veränderungen nach Wahrnehmung der Befragten bei über 80 Prozent. Teilnehmende an Volkshochschulen nehmen für sich wahr, dass durch die Kursteilnahme ihr Respekt vor anderen Menschen steigt und sie besser in soziale Netzwerke eingebunden sind. Sie denken ihr Leben besser zu meistern und fürs Weiterlernen motivierter zu sein.
Auf Initiative des Verbandes Österreichischer Volkshochschulen, wurde 2024 für den ORF die Dokumentation „Bildung für alle. Die Geschichte der österreichischen Volkshochschulen“ produziert. Regie führte dabei Stefan Nicolini, zu Wort kamen unter anderem Nobelpreisträger Anton Zeilinger, Moderatorin Chris Lohner, Altbundespräsident Heinz Fischer, Bürgermeister Michael Ludwig, der Historiker Oliver Rathkolb sowie VÖV-Generalsekretär John Evers.

## Kritik
Das eingestellte Medienprojekt Addendum warf 2019 den Volkshochschulen vor, dass Teile des Angebots dem von den VHS erhobenen Anspruch der Wissenschaftlichkeit widersprechen. Besonders wird kritisiert, dass ein Teil dieser Kurse esoterische und alternativmedizinische Pseudowissenschaften betreffe, für die sogar Heilsversprechen in der Kursbeschreibung abgegeben werden. Manche der Kurse (etwa Workshops für Kinder, bei denen einige der dabei verwendeten ätherischen Öle Allergien auslösen können) können für einzelne Personengruppe sogar gefährlich sein.
Die österreichischen Volkshochschulen verpflichten sich selbst, keine esoterischen Formate anzubieten – ein Alleinstellungsmerkmal in der österreichischen Bildungslandschaft, da der Markt esoterischer Angebote lukrativ ist. Die Volkshochschulen weisen darüber hinaus – mit bis zu 210.000 Personen pro Jahr, die an VHS-Kurse und Einzelveranstaltungen aus den Bereichen Politik, Gesellschaft und Kultur beziehungsweise Naturwissenschaften, Technik und Umwelt – auf ihren aktiven Beitrag zu Wissenschaftsvermittlung hin. An einer gemeinsamen Veranstaltung der Wiener Volkshochschulen und des Verbandes Österreichischer Volkshochschulen nahmen beispielsweise in diesem Kontext am 7. November 2023 über 1.200 Personen (davon mehr als 600 in Präsenz) an einer Veranstaltung mit dem Nobelpreisträger Anton Zeilinger zur „Wunderwelt der Quanten“ teil.
Am Wiener VHS-Landesverband wurde kritisiert, dass die Kosten im Vergleich zu den anderen Landesverbänden exorbitant hoch seien. So betrug die Basisförderung 2018 in Wien EUR 21,9 Mio., beim zweitgrößten Fördernehmer Landesverband Oberösterreich lediglich EUR 536.000. Allerdings ist der Vergleich zwischen den Landesverbänden – aufgrund der unterschiedlichen Eigentümerstrukturen und der finanziellen Ausstattung durch diese – nur bedingt möglich. So stehen hinter drei Landesverbänden (OÖ, Kärnten und die Steiermark) die jeweiligen Arbeiterkammern, während andere Volkshochschulen u. a. Vereinsstrukturen aufweisen. In Wien erfüllen die Volkshochschulen – ähnlich wie z. B. auch die Kärntner Volkshochschulen – zudem als gemeinnützige GmbH viele verschiedene personalintensive Aufträge für das Land (z. B. die Gratislernhilfe für die Sekundarstufe I oder das Demontage- und Recycling-Zentrum) welche sich nicht unmittelbar in der Kursstatistik niederschlagen.
Die Personalkosten der Wiener Volkshochschulen betrugen im Jahr 2018 EUR 38 Mio., laut Addendum sei dies eine Steigerung von 46 % seit 2012. Im selben Zeitraum ist auch die Zahl der VHS-Beschäftigten um ca. 60 % gestiegen. Gleichzeitig seien die Besucherzahlen der VHS-Kurse (mit etwa 130.000 Teilnahmen) in diesem Zeitraum in etwa konstant geblieben. Zumindest die durch Addendum angegebenen Teilnahmezahlen sind allerdings untertrieben: Im Arbeitsjahr 2017/2018 wiesen die Wiener Volkshochschulen knapp 154.000 Teilnehmende in Kursen und darüber hinaus über 174.000 Teilnehmende in Einzelveranstaltung aus. Im Arbeitsjahr 2018/19 lagen die entsprechenden Werte bei 146.000 Teilnehmenden in Kursen und mehr als 162.000 Teilnehmenden in VHS-Veranstaltungen. 2023 erklärte zudem Nina Abrahamczik (SPÖ) in einer Gemeinderatsdebatte zur Finanzierung der Wiener Volkshochschulen, dass die Volkshochschulen in den vergangenen Jahren große Umstrukturierungen umgesetzt haben: Bildungsstätten seien saniert worden, Rückstellungen abgebaut worden, es gebe eine neue Stabstelle zur Datenanalyse, die technische Infrastruktur sei weiter ausgebaut und die Digitalisierung vorangetrieben worden (...) Auch der Empfehlung des Stadtrechnungshofs, Standorte zusammenzulegen, werde nun mit einem neuen Standort im Sophienspital, in dem mehrere bisherige Standorte zusammengefasst werden, gefolgt. Abschließend ging Abrahamczik auf das Angebot der VHS von der „Wiener Lernhilfe“ bis zu Digitalisierungskursen für Senioren.
Bzgl. der Förderung der Volkshochschulen weist der Verband Österreichischer Volkshochschulen insbesondere auf die geringe Ausstattung der VHS-Arbeit durch Bundesmittel hin. „Volkshochschulen finanzieren sich zu mehr als 60 Prozent durch die Teilnehmer*innen, in manchen Landesverbänden sind es sogar 80 Prozent und mehr. Der Rest kommt – sehr unterschiedlich – von ihren Trägern, von Ländern und Gemeinden sowie – mit weniger als 5 Prozent – vom Bund.“ Der Verband Österreichischer Volkshochschulen sah die Volkshochschulen 2022 wegen den steigenden Energiepreise und der weiteren Teuerung als finanziell massiv unter Druck: „Gerade in Krisenzeiten sind Volkshochschulen als Orte der Bildung und Begegnung für die gesamte Bevölkerung gefragt. Gleichzeitig wird die finanzielle Lage an einigen der 800 Standorte in Österreich immer dramatischer. [...] Wir merken auch, dass sich manche Teilnehmende gut überlegen, ob sie sich unser Kursangebot – trotz sehr moderater Preise – noch leisten können. Einigen, oft kleineren, aber für die Nahversorgung mit Bildung so wichtigen Einrichtungen steht das Wasser bis zum Hals“ erklärte der Generalsekretär des Verbandes Österreichischer Volkshochschulen John Evers am 21. Oktober 2022.

## Volkshochschulen in Österreich
Aktuell (Angabe von März 2024) gibt es laut dem Volkshochschulverband in Österreich 256 Volkshochschulen.
Die Statistik 2023 des Arbeitsjahres 2021/22 ist ebenso wie die Statistik 2022 charakterisiert durch die Corona-Krise, die ab Mitte März 2020 zu Schließungen von Erwachsenenbildungsinstitutionen, ebenso wie Schulen, Kulturinstitutionen und Universitäten führte. Allerdings ist die Statistik 2023 – laut Verband Österreichischer Volkshochschulen – eine Statistik des Zuwachses, der Normalisierung.
Die Leistungsstatistik der Österreichischen Volkshochschulen weist für das Kursjahr 2021/22 genau 41.895 Kurse (inkl. gesamter Weiterbildung für die Mitarbeitenden) aus, das bedeutet eine Zunahme der durchgeführten Kurse im Vergleich zum Arbeitsjahr 2020/21 um 38,8 %. Die Teilnahmen im Kursbereich steigen gegenüber dem Vorjahr um 54,4 %. Insgesamt sind im Arbeitsjahr 2021/22 341.948 Teilnahmen in Kursen (inkl. gesamter Weiterbildung für die Mitarbeitenden) zu verzeichnen. Weiters wurden 6.746 Einzelveranstaltungen angeboten und von 135.420 Menschen besucht. Dies bedeutet einen Zuwachs von 32,3 % an Angeboten und von 135,4 % bei den Besuchen. An österreichischen Volkshochschulen wurden 650.180 Unterrichtseinheiten (inkl. gesamter Weiterbildung für die Mitarbeitenden) angeboten, ein Plus von 33,6 %. Der Frauenanteil steigt auf 73,8 %.
Insgesamt konnten im Kursjahr 2021/22 477.368 Teilnahmen in 48.641 Bildungsveranstaltungen an Volkshochschulen gezählt werden.
Dies bedeutet ein Plus bei den Bildungsveranstaltungen von 37,9 % und ein Plus der Gesamtbesuche von 71,2 %. Nach Teilnahmen sind die Volkshochschulen damit die größte Erwachsenbildungsorganisation Österreichs.
| - VHS Deutschkreutz - VHS Eisenstadt - VHS Frauenkirchen - VHS Gols - VHS Güssing - VHS Jennersdorf - VHS Mattersburg - VHS Neusiedl/ See - VHS Oberpullendorf - VHS Pinkafeld - VHS Rust - VHS Zurndorf - VHS der burgenländischen Kroaten - VHS der burgenländischen Ungarn - VHS der burgenländischen Roma - Kärntner Volkshochschulen - VHS Feldkirchen - VHS Hermagor - VHS Klagenfurt - VHS Spittal/Drau - VHS St.Veit/Glan - VHS Villach - VHS Völkermarkt - VHS Wolfsberg | - VHS Allentsteig - VHS Amstetten - VHS Baden/ Ges.d.Fr. - VHS Baden/Urania - VHS Bad Vöslau - VHS Berndorf - VHS Bruck/Leitha - VHS Deutsch-Wagram - VHS Drosendorf-Zissersdorf - VHS Ebreichsdorf - VHS Eggenburg - VHS Fischamend - VHS Gänserndorf - VHS Geras - VHS Gloggnitz - VHS Gmünd - VHS Groß Gerungs - VHS Groß Siegharts - VHS Haag - VHS Hainburg - VHS Hainfeld - VHS Heidenreichstein - VHS Herzogenburg - VHS Hohenau/March - VHS Hollabrunn - VHS Horn - VHS Klosterneuburg/Urania - Korneuburg/KV - VHS Korneuburg/VHS - VHS Krems - VHS Laa/Thaya - VHS Langenlois - VHS Lilienfeld - VHS Mannersdorf/Lthgb. - VHS Marchegg - VHS Mautern/Donau - VHS Melk | - VHS Mistelbach - VHS Mödling - VHS Neulengbach - VHS Neunkirchen/VBV - VHS Perchtoldsdorf - VHS Pielachtal - VHS Pöchlarn - VHS Pottendorf - VHS Poysdorf - VHS Purkersdorf - VHS Raabs/Thaya - VHS Retz - VHS St. Pölten - VHS St. Valentin - VHS Scheibbs - VHS Schrems - VHS Schwechat - Stockerau/VBV - VHS Stockerau - VHS Strasshof - VHS Südliches Waldviertel - VHS Ternitz - VHS Traiskirchen - VHS Traismauer - VHS Tulln - VHS Waidhofen/Thaya - VHS Waidhofen/Ybbs - VHS Weitra - VHS Wiener Neustadt - VHS Wieselburg - VHS Wilhelmsburg - VHS Wolkersdorf - VHS Ybbs/Donau - VHS Zistersdorf - VHS Zwentendorf - VHS Zwettl           |  |
| - VHS Linz - VHS Steyr - VHS Wels - VHS Oberösterreich mit den Zweigstellen: - VHS Braunau - VHS Ennstal - VHS Freistadt - VHS Grieskirchen - VHS Kirchdorf - VHS Linz-Land - VHS Mattighofen - VHS Perg - VHS Pyhrn-Priel - VHS Ried - VHS Rohrbach - VHS Salzkammergut - VHS Schärding - VHS Urfahr-Umgebung - VHS Vöcklabruck - VHS Wels | - VHS Abtenau - VHS Adnet - VHS Altenmarkt - VHS Anif - VHS Annaberg - VHS Anthering - VHS Bad Vigaun - VHS Bergheim - VHS Berndorf - VHS Bischofshofen - VHS Bruck - VHS Bürmoos - VHS Eben - VHS Ebenau - VHS Elixhausen - VHS Elsbethen - VHS Eugendorf - VHS Faistenau - VHS Gastein - VHS Goldegg - VHS Golling - VHS Grödig - VHS Hallein - VHS Hallwang - VHS Henndorf - VHS Hof - VHS Hüttau - VHS Kaprun - VHS Kuchl - VHS Lamprechtshausen - VHS Lend - VHS Leogang - VHS Lofer - VHS Maishofen - VHS Maria Alm - VHS Mariapfarr - VHS Mattsee - VHS Mauterndorf - VHS Mittersill | - VHS Mühlbach - VHS Neukirchen - VHS Neumarkt - VHS Niedernsill - VHS Nußdorf - VHS Oberalm - VHS Oberndorf - VHS Obertrum - VHS Piesendorf - VHS Plainfeld - VHS Puch - VHS Radstadt - VHS Rauris - VHS Rif - VHS Saalbach - VHS Saalfelden - VHS Schüttdorf - VHS Schwarzach - VHS Seeham - VHS Seekirchen - VHS St. Georgen/Obereching - VHS St. Gilgen - VHS St. Gilgen - VHS St. Johann - VHS St. Martin - VHS St. Michael - VHS Straßwalchen - VHS Strobl - VHS Tamsweg - VHS Taxenbach - VHS Thalgau - VHS Thalgau - VHS Thumersbach - VHS Uttendorf - VHS Wagrain - VHS Wals - VHS Werfen - VHS Werfenweng - VHS Zederhaus - VHS Zell am See |  |
| - VHS Bruck a. d. Mur - VHS Deutschlandsberg - VHS Feldbach - VHS Fürstenfeld - VHS Graz-Stadt - VHS Graz-Umgebung - VHS Hartberg - VHS Judenburg - VHS Knittelfeld - VHS Leibnitz - VHS Leoben - VHS Liezen - VHS Murau - VHS Mürzzuschlag - VHS Oberes Murtal - VHS Radkersburg - VHS Thermenland Oststeiermark - VHS Voitsberg - VHS Weiz - Urania Steiermark (Graz, Bad Radkersburg, Zeltweg)                                                                                 | - VHS Achensee - VHS Axams-Birgitz-Grinzens - VHS Fulpmes - VHS Götzens - VHS Gries am Brenner / Oberes Wipptal - VHS Hall - VHS Imst - VHS Innsbruck - VHS Jenbach - VHS Kitzbühel – St. Johann/Oberndorf - VHS Kufstein - VHS Landeck - VHS Lienz | - VHS Matrei-Pfons-Mühlbachl/Navis - V. H. S. Mayrhofen und Umgebung - VHS Mils - VHS Mittleres Unterinntal - VHS Ötztal - VHS Reutte - VHS Rum - VHS Schwaz - VHS Seefeld/Leutasch/Reith/Scharnitz - VHS Telfs - VHS Wattens - VHS Wörgl - VHS Zirl |  |
| - VHS Bludenz - VHS Bregenz - VHS Götzis - VHS Hohenems - VHS Rankweil | Die Wiener Volkshochschulen GmbH (VHS Wien) mit - VHS Wiener Urania (1. Bezirk) - VHS Landstraße (3. Bezirk) - VHS Wieden (4. Bezirk) - VHS polycollege Margareten Wieden (5. Bezirk) - VHS Siebenbrunnengasse (5. Bezirk) - VHS Johannagasse (5. Bezirk) - VHS Mariahilf (6. Bezirk) - VHS Josefstadt (8. Bezirk) - VHS Alsergrund Währing Döbling (9. Bezirk, 18. Bezirk, 19. Bezirk) - VHS Favoriten (10. Bezirk) - VHS PAHO (10. Bezirk) - VHS Simmering (11. Bezirk) - VHS Leberberg (11. Bezirk) - VHS Meidling (12. Bezirk) - VHS Schönbrunner Straße (12. Bezirk) - VHS Hietzing (13. Bezirk) - VHS Penzing (14. Bezirk) - VHS Rudolfsheim-Fünfhaus (15. Bezirk) - VHS Ottakring – Hernals (ehemals VHS Volksheim Ottakring, 16./17. Bezirk) - VHS Hernals (17. Bezirk) - VHS Brigittenau (20. Bezirk) - VHS Floridsdorf (21. Bezirk) - VHS Jedlersdorf (21. Bezirk) - VHS Neu-Stammersdorf (21. Bezirk) - VHS Großfeldsiedlung (21. Bezirk) - VHS Donaustadt (22. Bezirk) - VHS Eibengasse (22. Bezirk) - VHS Liesing (23. Bezirk) - VHS Mauer (23. Bezirk) - VHS Erlaa (23. Bezirk) - VHS BG Alt-Erlaa (23. Bezirk) | Spezialisierte Einrichtungen der VHS Wien: - Planetarium Wien - Urania Sternwarte - Kuffner Sternwarte - Film und Medien Zentrum Margareten (FMZ) - Die Kunst VHS - VHS KunstHandWerk - Jüdisches Institut für Erwachsenenbildung - Österreichisches Volkshochschularchiv - Umweltberatung Wien - Demontage- und Recycling Zentrum (D.R.Z.) - Österreichisches Lateinamerika-Institut |  |